# Valsesia
Pour les articles homonymes, voir Valsesia (homonymie).
La Valsesia – Tseschrutol en walser – est une vallée alpine italienne au nord de la province de Verceil dont les eaux confluent dans la Sesia qui donne son nom à la vallée. La Valsesia s'étend du mont Rose jusqu'aux plaines de Verceil et comprend plusieurs vallées latérales dont les torrents alimentent la Sesia, en particulier le Mastallone et le Sermenza.
La vallée principale, nommée val Grande, a la forme d'un S et se termine à Alagna.
Elle abrite l'une des dernières communautés walser d'Italie avec celle de la haute vallée du Lys.

## Communes principales

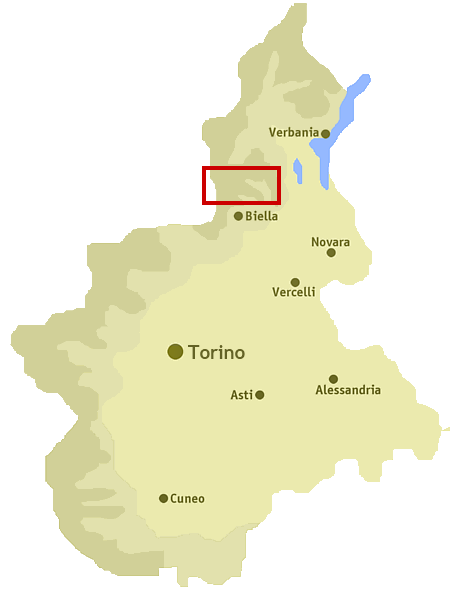
Situation du Valsesia dans le Piémont.

Les principales communes de la vallée sont : Varallo Sesia, Borgosesia, Gattinara, Scopello, Alagna Valsesia, Quarona, Fobello, Rimella, Rima San Giuseppe, Rimasco, Boccioleto, Rossa, Carcoforo, Romagnano Sesia, Vocca, Balmuccia, Scopa, Campertogno, Piode, Cravagliana, Serravalle Sesia.

## Géologie
Les traces d'une caldeira de 13 km de diamètre, issue d'une violente éruption volcanique de la fin du Permien, ont été découvertes par des chercheurs américains. Ce site exceptionnel, résultant de la collision entre les plaques adriatique et eurasienne, permet de voir le cheminement du magma depuis 25 km de profondeur, les couches inférieures ayant été surélevées par le jeu de la tectonique et de l'orogenèse alpine.

## Histoire
De la fin du Moyen Âge au XVIIe siècle, la vallée a accueilli un grand nombre de maîtres d'œuvre, architectes, maîtres maçons et sculpteurs de talent, qui ont essaimé dans toute la Suisse particulièrement en Valais et dans le pays de Vaud, ainsi qu'en Savoie ; ils ont produit des chefs-d'œuvre du gothique flamboyant, comme la voûte du chœur de l'église Saint-Théodule à Sion.

## Économie
Les communes de la basse vallée, Borgosesia, Quarona, Serravalle Sesia et Varallo, accueillent des entreprises industrielles du secteur textile, de la robinetterie et de la mécanique de précision, et également des exploitations agricoles. Le vin de Gattinara (de la ville du même nom) est connu.
Dans la haute vallée, qui va jusqu'à Varallo, les activités industrielles laissent la place au tourisme d'été et d'hiver.
À côté du tourisme religieux autour du Sacro Monte de Varallo, se sont développés dans les dernières décennies des activités tournées vers la montagne, grâce aux stations de ski de Scopello – Alpe di Mera et surtout d'Alagna et, plus récemment, d'autres mettant à profit les possibilités de la Sesia pour le canoë-kayak. Le championnat d'Europe 2001 de kayak et les championnats du monde 2002 de cette spécialité ont été organisés le long de la Valsesia où de nombreuses écoles de canoë organisent des courses et des descentes.